# Anisomeria coriacea
Anisomeria coriacea är en kermesbärsväxtart som beskrevs av David Don. Anisomeria coriacea ingår i släktet Anisomeria och familjen kermesbärsväxter. Utöver nominatformen finns också underarten A. c. lanceolata.

## Bildgalleri

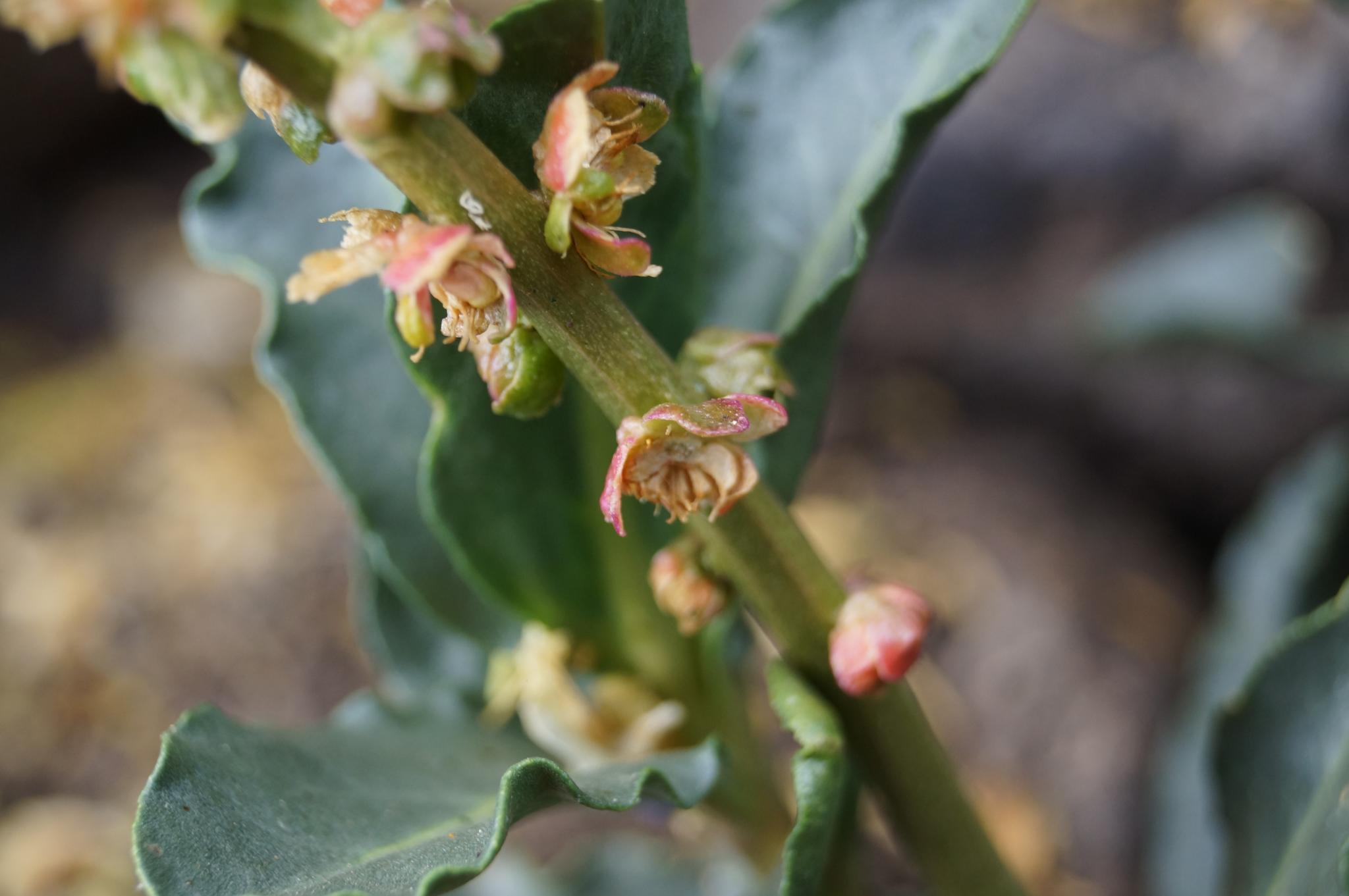